# Elvira Öberg
Elvira Karin Öberg (Kiruna, 26 febbraio 1999) è una biatleta svedese.

## Biografia
Sorella di Hanna, a sua volta biatleta, Elvira Öberg in Coppa del Mondo ha esordito il 1º dicembre 2019 a Östersund (12ª nella sprint) e ha ottenuto il primo podio l'8 dicembre 2019 nella stessa località (3ª in staffetta con Linn Persson, Mona Brorsson e la sorella Hanna). Ha esordito ai Campionati mondiali ad Anterselva 2020, dove si è piazzata 13ª nella sprint, 47ª nell'inseguimento, 14ª nell'individuale, 26ª nella partenza in linea e 5ª nella staffetta.
Il 5 dicembre 2020 ha ottenuto la prima vittoria in Coppa del Mondo in staffetta a Kontiolahti e ai successivi Mondiali di Pokljuka 2021 si è posizionata 22ª nella sprint, 14ª nell'inseguimento, 35ª nell'individuale, 14ª nella partenza in linea e 5ª nella staffetta. Il 18 dicembre 2021 ha conquistato il primo successo individuale in Coppa del Mondo nell'inseguimento di Annecy Le Grand-Bornand.
Ha rappresentato la Svezia ai Giochi olimpici invernali di Pechino 2022, in cui ha vinto la medaglia d'oro nella staffetta (con Linn Persson, Mona Brorsson e la sorella Hanna) e l'argento nello sprint e nell'inseguimento e si è classificata 9ª nella partenza in linea, 13ª nell'individuale e 4ª nella staffetta mista. Ha sfilato come portabandiera alla cerimonia di chiusura dell'evento olimpico; ai Mondiali di Oberhof 2023 ha vinto la medaglia di bronzo nella staffetta e si è classificata 16ª nella sprint e 9ª nella staffetta mista, a quelli di Nové Město na Moravě 2024 ha conquistato la medaglia d'argento nella staffetta, quella di bronzo nella staffetta mista e si è piazzata 9ª nella sprint, 8ª nell'inseguimento, 30ª nell'individuale e 22ª nella partenza in linea e a quelli di Lenzerheide 2025 ha vinto la medaglia d'oro nella partenza in linea, quella d'argento nell'inseguimento, quella di bronzo nella staffetta ed è stata 10ª nella sprint e 6ª nell'individuale.

## Palmarès

### Olimpiadi
- 3 medaglie:
  - 1 oro (staffetta a Pechino 2022)
  - 2 argenti (sprint, inseguimento a Pechino 2022)

### Mondiali
- 6 medaglie:
  - 1 oro (partenza in linea a Lenzerheide 2025)
  - 2 argenti (staffetta a Nové Město na Moravě 2024; inseguimento a Lenzerheide 2025)
  - 3 bronzi (staffetta a Oberhof 2023; staffetta mista a Nové Město na Moravě 2024; staffetta a Lenzerheide 2025)

### Mondiali juniores
- 1 medaglia:
  - 1 bronzo (staffetta a Osrblie 2019)

### Coppa del Mondo
- Miglior piazzamento in classifica generale: 2ª nel 2022
- 53 podi (27 individuali, 26 a squadre):
  - 16 vittorie (10 individuali, 6 a squadre)
  - 17 secondi posti (8 individuali, 9 a squadre)
  - 20 terzi posti (9 individuali, 11 a squadre)

#### Coppa del Mondo - vittorie
| Data             | Località                | Nazione   | Specialità                                                     |
| ---------------- | ----------------------- | --------- | -------------------------------------------------------------- |
| 5 dicembre 2020  | Kontiolahti             | Finlandia | RL (con Johanna Skottheim, Mona Brorsson e Hanna Öberg)        |
| 4 marzo 2021     | Nové Město na Moravě    | Rep. Ceca | RL (con Mona Brorsson, Hanna Öberg e Linn Persson)             |
| 11 dicembre 2021 | Hochfilzen              | Austria   | RL (con Linn Persson, Anna Magnusson e Hanna Öberg)            |
| 18 dicembre 2021 | Annecy Le Grand-Bornand | Francia   | PU                                                             |
| 19 dicembre 2021 | Annecy Le Grand-Bornand | Francia   | MS                                                             |
| 12 gennaio 2022  | Ruhpolding              | Germania  | SP                                                             |
| 12 marzo 2022    | Otepää                  | Estonia   | MS                                                             |
| 1º dicembre 2022 | Kontiolahti             | Finlandia | RL (con Linn Persson, Anna Magnusson e Hanna Öberg)            |
| 17 dicembre 2022 | Annecy Le Grand-Bornand | Francia   | PU                                                             |
| 5 gennaio 2023   | Pokljuka                | Slovenia  | SP                                                             |
| 7 gennaio 2023   | Pokljuka                | Slovenia  | PU                                                             |
| 9 dicembre 2023  | Hochfilzen              | Austria   | PU                                                             |
| 1º dicembre 2024 | Kontiolahti             | Finlandia | RL (con Anna Magnusson, Sara Andersson e Hanna Öberg)          |
| 8 dicembre 2024  | Kontiolahti             | Finlandia | MS                                                             |
| 12 gennaio 2025  | Oberhof                 | Germania  | MX (con Sebastian Samuelsson, Martin Ponsiluoma e Hanna Öberg) |
| 19 gennaio 2025  | Ruhpolding              | Germania  | MS                                                             |

Legenda:

SP = sprint

PU = inseguimento

MS = partenza in linea

RL = staffetta

MX = staffetta mista